# Ортоплюмбаты
Ортоплюмбаты — неорганические соединения, соли ортосвинцовой кислоты с формулой M2IIPbO4.1

## Получение
- Ортоплюмбаты щелочноземельных металлов образуют спеканием диоксида свинца с оксидами металлов:

{\displaystyle {\mathsf {PbO_{2}+2CaO\ {\xrightarrow {T}}\ Ca_{2}PbO_{4}}}}
- Прокаливание на воздухе оксида свинца с соответствующим карбонатом:

{\displaystyle {\mathsf {2PbO+4BaCO_{3}+O_{2}\ {\xrightarrow {T}}\ 2Ba_{2}PbO_{4}+4CO_{2}}}}

## Свойства
- При нагревании разлагаются:

{\displaystyle {\mathsf {2Ca_{2}PbO_{4}\ {\xrightarrow {T}}\ 4CaO+2PbO+O_{2}}}}
- Реагирует с самыми слабыми кислотами и углекислым газом:

{\displaystyle {\mathsf {2Ca_{2}PbO_{4}+CO_{2}\ {\xrightarrow {}}\ 4CaCO_{3}+2PbO_{2}}}}

## Представители
- Ca2PbO4 — ортоплюмбат кальция, белые кристаллы, известен кристаллогидрат Ca2PbO4•4H2O.
- Ba2PbO4 — ортоплюмбат бария.
- Pb2PbO4 или Pb3O4 — ортоплюмбат свинца, свинцовый сурик, красный порошок.

## Опасность
Как и все соединения свинца, ортоплюмбаты токсичны и могут привести к отравлению этим тяжёлым металлом.